# Thomas Borge Lie
Thomas Borge Lie (* 26. Februar 1985 in Oslo) ist ein ehemaliger norwegischer Freestyle-Skier. Er startete in der Disziplin Skicross.

## Werdegang
Borge Lie nahm von 2000 bis 2003 als Alpiner Skirennläufer vorwiegend an FIS-Rennen teil und startete im Skicross erstmals im Dezember 2009 in Innichen im Freestyle-Skiing-Weltcup, wobei er die Plätze 51 und 15 errang. In den folgenden Jahren siegte er bei den norwegischen Meisterschaften 2012 im Skicross und belegte bei den Weltmeisterschaften 2011 in Deer Valley sowie bei den Weltmeisterschaften 2013 in Voss jeweils den 34. Platz. In der Saison 2013/14 erreichte er mit dem siebten Platz in Val Thorens sowie den vierten Rang am Kreischberg seine einzigen Top-Zehn-Platzierungen im Weltcup und zum Saisonende mit dem 25. Platz im Skicross-Weltcup sein bestes Gesamtergebnis. Beim Saisonhöhepunkt, den Olympischen Winterspielen 2014 in Sotschi, kam er auf den 30. Platz. In der folgenden Saison fuhr er bei den Weltmeisterschaften 2015 am Kreischberg auf den 23. Platz und absolvierte am Tegernsee seinen 47. und damit letzten Weltcup, welchen er auf dem 36. Platz beendete.

## Erfolge

### Olympische Spiele
- 2014 Sotschi: 30. Platz Skicross

### Weltmeisterschaften
- 2011 Deer Valley: 34. Platz Skicross
- 2013 Voss: 34. Platz Skicross
- 2015 Kreischberg: 23. Platz Skicross

### Weltcupwertungen
| Saison  | Gesamt | Gesamt | Skicross | Skicross |
| Saison  | Platz  | Punkte | Platz    | Punkte   |
| ------- | ------ | ------ | -------- | -------- |
| 2009/10 | 138.   | 2      | 52.      | 24       |
| 2010/11 | 114.   | 5      | 34.      | 56       |
| 2011/12 | 194.   | 2      | 49.      | 22       |
| 2012/13 | 190.   | 4      | 38.      | 40       |
| 2013/14 | 124.   | 9      | 25.      | 100      |
| 2014/15 | 209.   | 1      | 48.      | 10       |

### Weitere Erfolge
- 2 Podestplätze, davon 1 Sieg im Europacup
- 1 norwegischer Meistertitel (2012 Skicross)